# 新屋敷町 (名古屋市)
新屋敷町（しんやしきまち）は、愛知県名古屋市西区の地名。

## 歴史

### 町名の由来
江川の西側の農民の出屋敷が置かれていたことに由来するという。

### 沿革
- 1878年（明治11年）12月28日 - 名古屋村の一部により、名古屋区新屋敷町として成立する[2]。
- 1889年（明治22年）10月1日 - 名古屋市成立に伴い、同市新屋敷町となる[2]。
- 1908年（明治41年）4月1日 - 西区成立に伴い、同区新屋敷町となる[2]。
- 1980年（昭和55年）10月12日 - 城西四丁目および上名古屋二丁目にそれぞれ編入され、消滅[2]。